# Becky!
 (mars 2022).
La mise en forme du texte ne suit pas les recommandations de Wikipédia : il faut le « wikifier ».
Les points d'amélioration suivants sont les cas les plus fréquents. Le détail des points à revoir est peut-être précisé sur la page de discussion.
- Les titres sont pré-formatés par le logiciel. Ils ne sont ni en capitales, ni en gras.
- Le texte ne doit pas être écrit en capitales (les noms de famille non plus), ni en gras, ni en italique, ni en « petit »…
- Le gras n'est utilisé que pour surligner le titre de l'article dans l'introduction, une seule fois.
- L'italique est rarement utilisé : mots en langue étrangère, titres d'œuvres, noms de bateaux, etc.
- Les citations ne sont pas en italique mais en corps de texte normal. Elles sont entourées par des guillemets français : « et ».
- Les listes à puces sont à éviter, des paragraphes rédigés étant largement préférés. Les tableaux sont à réserver à la présentation de données structurées (résultats, etc.).
- Les appels de note de bas de page (petits chiffres en exposant, introduits par l'outil «  Source ») sont à placer entre la fin de phrase et le point final[comme ça].
- Les liens internes (vers d'autres articles de Wikipédia) sont à choisir avec parcimonie. Créez des liens vers des articles approfondissant le sujet. Les termes génériques sans rapport avec le sujet sont à éviter, ainsi que les répétitions de liens vers un même terme.
- Les liens externes sont à placer uniquement dans une section « Liens externes », à la fin de l'article. Ces liens sont à choisir avec parcimonie suivant les règles définies. Si un lien sert de source à l'article, son insertion dans le texte est à faire par les notes de bas de page.
- La présentation des références doit suivre les conventions bibliographiques. Il est recommandé d'utiliser les modèles {{Ouvrage}}, {{Chapitre}}, {{Article}}, {{Lien web}} et/ou {{Bibliographie}}. Le mode d'édition visuel peut mettre en forme automatiquement les références.
- Insérer une infobox (cadre d'informations à droite) n'est pas obligatoire pour parachever la mise en page.

Pour une aide détaillée, merci de consulter Aide:Wikification.
Si vous pensez que ces points ont été résolus, vous pouvez retirer ce bandeau et améliorer la mise en forme d'un autre article.
 (mars 2022).
 (mars 2022).
Pour les articles homonymes, voir Becky (homonymie).
Becky! Internet Mail est un client de messagerie pour système d'exploitation Microsoft Windows développé depuis 1996 par la société japonaise RimArts, basée à Matsudo. L'une de ses caractéristiques est le bon support des caractères CJKV, et sa capacité à gérer de nombreuses langues.

## Historique
Le logiciel a été initialement publié en 1996 sous le nom de Becky! Version 1. Cette version a été réécrite au début des années 2000 et la version 2 est sortie en 2004. Celle-ci reste le produit phare, recevant des mises à jour périodiques (la licence est perpétuelle).
Becky! a obtenu un succès précoce en Asie de l'Est grâce à un bon support pour les caractères CJKV et sa capacité à gérer de nombreuses langues a suscité un intérêt en Europe, comme en témoignent les traductions en français et en allemand par des bénévoles. Ce sont également des bénévoles qui ont créé un fichier d'aide étendu et administré le forum de support.

## Protocoles
Becky! prend en charge plusieurs comptes client et protocoles. Il utilise les protocoles standard POP3 / SMTP ou IMAP, avec ou sans SSL, y compris la fonction de sécurité APOP. Il prend en charge le cryptage PGP. Becky! prend également en charge LDAP et CardDAV. La prise en charge de TLS 1.3 a été ajoutée le 1er octobre 2019 avec la version 2.74.03 et la prise en charge de Gmail OAuth2 a été ajoutée avec la version 2.75 le 5 mars 2020.
La version 2.80 introduit le moteur de rendu HTML Chromium (Edge) à condition de charger Microsoft WebView 2 (~ 60 Mo). Le moteur de rendu Trident (IE) est toujours présent)

## Caractéristiques
Becky ! fournit une prise en charge du format HTML pour la lecture, la composition, le transfert et la redirection des messages, mais utilise par défaut le texte brut pour la composition. Le mode HTML peut être sélectionné via l'éditeur de message ou à l'aide de modèles. Cette fonctionnalité peut être définie par défaut ou pour une utilisation occasionnelle. Cette fonctionnalité de modèles est disponible au niveau du compte, par dossier ou pour un sujet spécifique.
Becky! fournit un gestionnaire de filtrage pour les messages sortants et entrants Des tâches programmées peuvent être affectés aux messages. Il prend en charge les écrans tactiles. La fonction popup type "toast" a été introduite avec Windows 8. Il y a un gestionnaire de liste de diffusion. Il est possible d'utiliser Becky! en mode portable. Becky! prend également en charge un grand nombre de plugins; un de ces plug-ins offre un accès Hotmail, un autre offre un accès aux groupes de discussion Usenet.
Une caractéristique spéciale est l' Agent . Les agents sont des tâches qui peuvent être affectées à n'importe quel message pour garantir une réponse ou une action rapide. À l'approche de la date d'échéance, Becky! met également à jour la priorité de la tâche.